# Municipio de Big Flat
El municipio de Big Flat (en inglés: Big Flat Township) es un municipio ubicado en el condado de Baxter en el estado estadounidense de Arkansas. En el año 2010 tenía una población de 198 habitantes y una densidad poblacional de 1,6 personas por km².

## Geografía
El municipio de Big Flat se encuentra ubicado en las coordenadas 36°1′36″N 92°21′31″O / 36.02667, -92.35861. Según la Oficina del Censo de los Estados Unidos, el municipio tiene una superficie total de 123.75 km², de la cual 123,7 km² corresponden a tierra firme y (0,04 %) 0,05 km² es agua.

## Demografía
Según el censo de 2010, había 198 personas residiendo en el municipio de Big Flat. La densidad de población era de 1,6 hab./km². De los 198 habitantes, el municipio de Big Flat estaba compuesto por el 97,98 % blancos y el 2,02 % eran de una mezcla de razas. Del total de la población el 1,01 % eran hispanos o latinos de cualquier raza.